# 埃托利亞的斯科帕斯
斯科帕斯（希臘語：Σκόπας；?—前196年），為希臘化時代將軍，起初擔任家鄉埃托利亞同盟的軍官，並導致同盟者戰爭爆發，並被任命為全埃托利亞統帥。後來他受到托勒密埃及僱請，出任對抗塞琉古軍隊的統帥，但他卻在帕尼翁戰役戰敗。後來於前196年，斯科帕斯因為企圖奪權在亞歷山卓而被處死。

## 引發同盟者戰爭
在同盟者戰爭爆發之時，斯科帕斯已經在埃托利亞同盟裡擔任高位了，因為他是當時埃托利亞統帥阿里斯頓（Ariston）的親屬，並受到很大的信任，甚至把許多事務交給他和多里馬庫斯代理。而多里馬庫斯因先前自己掠奪麥西尼亞的遠征失利，而尋求斯科帕斯幫助。儘管埃托利亞同盟沒有理由進攻麥西尼亞，他們仍決定在不召開聯邦大會討論下，準備私自率兵入侵麥西尼亞。
因此，在前220年春，他們倆首先組織海盜掠奪海上的船隻，甚至還搶了馬其頓王家的船隻，之後他們率軍入侵麥西尼亞，不僅掠奪麥西尼亞的鄉野，當亞該亞同盟統帥阿拉圖斯所率的援軍前來援救麥西尼亞時，他們還在卡菲伊（Caphyae）徹底把阿拉圖斯擊敗，並且安然返回。他們的無禮行為使那些中立的國家如亞該亞同盟和馬其頓國王腓力五世向埃托利亞宣戰。而埃托利亞人也因為斯科帕斯成功的表現，選舉他為接下這年的埃托利亞統帥，並由他領導這場戰事。
前219年，斯科帕斯率領一支大軍入侵馬其頓，他毫無阻礙下把皮埃里亞的鄉野變成焦土，並且攻下第烏姆（Dium），他除了把第烏姆城給摧毀，還掠奪並放火燒掉該城知名的第烏姆神殿。同時，因為他忽視埃托利亞本土的防禦，使腓力在阿卡納尼亞人這一戰線有很大的進展。隔年，前218年埃托利亞統帥交接給多里馬庫斯，多里馬庫斯派他率領一支僱傭軍去援助伊利斯（Elis），然而這行動不知其結果。在這之後不清楚斯科帕斯在隨後的戰事做了什麼，也沒有他的記載。

## 第一次馬其頓戰爭及之後
他再一次出現於史書上是在前211年，他再一次被舉為統帥並且主持埃托利亞聯邦大會，會中與羅馬共和國代表裁判官馬爾庫斯·瓦萊里烏斯·拉埃維努斯簽屬同盟條約，因征服阿卡納尼亞的誘惑吸引了埃托利亞人，使他們決定加入第一次馬其頓戰爭。之後，斯科帕斯立即召集軍隊準備入侵阿卡納尼亞，但因阿卡納尼亞拼死抵抗，加上馬其頓腓力五世來援救使這次遠征無果。隔年，前210年，斯科帕斯與羅馬拉埃維努斯合軍，一同圍攻福基斯的安提庫拉（Anticyra），聯軍攻下該城後領土交給了埃托利亞同盟。
第一次馬其頓戰爭結束後，埃托利亞人內部陷入社會不穩定，為了平息不滿者的怨氣並安撫那些欠上層階級債務的人，斯科帕斯和多里馬庫斯在前204年被任命進行改革聯邦憲法。但他們的法律改革不成功，並召來不滿，甚至斯科帕斯還被指控是為了個人利益。

## 服役於托勒密埃及
此時，因為托勒密四世逝世，使國家可能遭到塞琉古帝國安條克三世的攻擊，斯科帕斯被邀請到埃及去，在那裡他受到托勒密五世的攝政極高規格的禮遇。前200年，他受命帶著一大筆金錢回去希臘為托勒密埃及募集僱傭軍，這任務相當成功，他帶回埃托利亞正值青壯年的6,000名步兵和500名騎兵。隨後他被任命為柯里敘利亞軍隊的最高司令，抵禦安條克三世的進攻。最初戰事相當成功，他收復猶太全境，但之後在帕尼翁戰役遭到慘敗，還被包圍在西頓城中，其他托勒密軍隊試圖解救他們但都失敗，最後斯科帕斯因糧盡而向塞琉古軍投降。
之後斯科帕斯和他在西頓的部隊被安條克放回埃及，他仍在埃及宮廷仍有影響力，並繼續帶領大批部隊。然而因為手握兵權，及從宮廷獲得大筆賞賜使他的慾望越來越大，野心也極速膨脹。於是他開始以武力謀圖政變，打算奪取攝政職位。不過他的計劃在執行前刻遭到發現，前196年王國攝政阿里斯托梅尼派出一支部隊突襲斯科帕斯，斯科帕斯措手不及，無力做任何抵抗。他被帶到年輕的托勒密五世面前，在會議中被判死刑，並在隔夜就執行死刑。根據波利比烏斯評論，他認為斯科帕斯罪有應得，因為斯科帕斯在埃及期間貪婪和無禮。

## 來源
- 威廉·史密斯，《希腊羅馬的神話和傳記辭典》,